# Algieria na Letnich Igrzyskach Olimpijskich 1964
Algierię na Letnich Igrzyskach Olimpijskich 1964, które odbyły się w Tokio, reprezentował 1 zawodnik.
Był to debiutancki start reprezentacji Algierii na letnich igrzyskach olimpijskich.

## Reprezentanci

### Gimnastyka
| Zawodnik        | Wyniki                 | Wyniki                 | Wyniki          | Wyniki          | Wyniki                 | Wyniki                 | Wyniki                      | Wyniki                      | Wyniki               | Wyniki               | Wyniki              | Wyniki              | Wyniki | Wyniki  |
| Zawodnik        | Wielobój indywidualnie | Wielobój indywidualnie | Ćwiczenia wolne | Ćwiczenia wolne | Ćwiczenia na poręczach | Ćwiczenia na poręczach | Ćwiczenia na koniu z łękami | Ćwiczenia na koniu z łękami | Ćwiczenia na kółkach | Ćwiczenia na kółkach | Ćwiczenia na drążku | Ćwiczenia na drążku | Skoki  | Skoki   |
| Zawodnik        | Wynik                  | Pozycja                | Wynik           | Pozycja         | Wynik                  | Pozycja                | Wynik                       | Pozycja                     | Wynik                | Pozycja              | Wynik               | Pozycja             | Wynik  | Pozycja |
| --------------- | ---------------------- | ---------------------- | --------------- | --------------- | ---------------------- | ---------------------- | --------------------------- | --------------------------- | -------------------- | -------------------- | ------------------- | ------------------- | ------ | ------- |
| Mohamed Lazhari | 106,95                 | 91.                    | 17,40           | 99.             | 18,00                  | 79.                    | 18,20                       | 72.                         | 18,00                | 60.                  | 16,70               | 111.                | 18,65  | 79.     |